# Trucial Oman
Trucial Oman (Oman de la Treva) és el nom donat pels britànics al territori anteriorment anomenat Costa dels Pirates i que va esdevenir el 1971/1972 els Emirats Àrabs Units.
El territori es va formar el 1853 després del tractat de treva perpetu entre els aixecats de la zona, principalment els del Banu Yas (Abu Dhabi i Dubai) i els dels Qawasimi (Ras al-Khaimah i Sharjah), amb l'adhesió d'Ajman i Umm al-Qaiwain. Va quedar sota protectorat britànic el 1892 amb els Acords Exclusius amb aquests sis xeics. Aleshores Fujairah depenia de Sharjah.
Dins del Trucial Oman s'incloïen els diversos estats (Estats de la Treva, en angles Trucial States), amb diversos graus de relació amb Gran Bretanya. Fujairah no fou protectorat britànic fins al 1952 tot i que abans era considerat dependència de Sharjah que si que ho era. Kalba i Diba foren emirats separats, dels que només el primer fou establert com a protectorat britànic. Després del 1952 ja no hi va haver més modificacions i la denominació va restar fins que el març de 1968 es va constituir la Federació d'Emirats Àrabs, i el 18 de juliol de 1971 els Emirats Àrabs Units, independents el 2 de desembre de 1971.